# Astragalus shinanensis
Astragalus shinanensis är en ärtväxtart som beskrevs av Jisaburo Ohwi. Astragalus shinanensis ingår i släktet vedlar, och familjen ärtväxter. Inga underarter finns listade i Catalogue of Life.